# Zaklopača (miasto Kraljevo)
Zaklopača (cyr. Заклопача) – wieś w Serbii, w okręgu raskim, w mieście Kraljevo. W 2011 roku liczyła 1165 mieszkańców.